# Элиава, Шалва Шалвович
Элиава Шалва Шалвович (род. 27 февраля 1953 года, Кутаиси, Грузинская ССР, СССР) — советский и российский врач-нейрохирург, педагог. Доктор медицинских наук, профессор, член-корреспондент РАН (2016). Заведующий 3-м клиническим отделением НИИ нейрохирургии им. Н. Н. Бурденко (2009), главный научный сотрудник НМИЦ нейрохирургии им. Н. Н. Бурденко.
Область основной научно-клинической деятельности — вопросы цереброваскулярной патологии.
Председатель проблемной комиссии и член учёного совета НМИЦ нейрохирургии им. Н. Н. Бурденко, член Московского общества нейрохирургов, EANS, WFNS.

## Биография
В 1976 году окончил Тбилисский государственный медицинский институт.
С 1976 по 1980 гг. работа в нейрохирургическом отделении института неврологии г. Тбилиси.
С 1976 по 1980 гг. обучение в Тбилисском Государственном институте иностранных языков, английский факультет.
С 1980 по 1982 гг. работа в сосудистом отделении НИИ нейрохирургии им. акад. Н. Н. Бурденко под руководством проф. Ю. М. Филатова
В 1982 году поступил клиническую аспирантуру в НИИ Нейрохирургии.
В 1985 году защитил кандидатскую диссертацию на тему «Клиника, диагностика, микрохирургическое лечение АВМ ЗЧЯ».
В 1992 году защитил докторскую диссертацию по теме «Артериовенозные мальформации глубинных структур: клиника диагностика и хирургическое лечение».
С 1992 по 1994 гг. работал нейрохирургом в клинике в г. Эрланген (Германия).
В 1995 году вернулся в НИИ нейрохирургии.
В 2000 году присвоено учёное звание профессор.
С 2009 года является заведующим отделением сосудистой нейрохирургии в НИИ Нейрохирургии им. акад. Н. Н. Бурденко.
С 2017 года является председателем Комитета по цереброваскулярной нейрохирургии Всемирной Федерации Нейрохирургических Обществ (WFNS).

## Вклад в развитие нейрохирургии
Разработал и внедрил в практику методику внутрисосудистой аспирации крови (ВАК) из аневризмы.
- Соавтор изобретения РФ № 2 269 315 (устройство для создания широкопрофильного анастамоза).
- Соавтор изобретения РФ № 2 328 993 (способ соединения сосудов Элиавы-Филатова).

## Труды
Соавтор более 200 научных работ в отечественной и зарубежной печати, в том числе журналах «Вопросы нейрохирургии имени Н. Н. Бурденко» и «Нейрохирургия». Соавтор двух монографий.
- А. Р. Геворков, Н. Л. Мартиросян, С. С. Дыдыкин, Ш. Ш. Элиава. Основы микрохирургии. — Москва : ГЭОТАР-Медиа, 2009. — 94, [2] с.: цв.ил. — (Библиотека врача-специалиста. Хирургия). — Библиогр.: с. [95-96]. — ISBN 978-5-9704-0982-4

## Награды
В 2012 году в составе бригады врачей Института нейрохирургии им. Бурденко стал лауреатом национальной премии в области медицины «Призвание» в номинации «За проведение уникальной операции, спасшей жизнь человека». — за спасение беременной женщины с опухолью мозга и двух её детей.

## Личная информация
Женат, двое детей.
Свободно владеет грузинским, немецким и английским языками.